# 奥布雅
奥布雅（法語：Objat，法語發音：[ɔbʒa]），法国中南部城市，新阿基坦大区科雷兹省的一个市镇，隶属于布里夫拉盖亚尔德区，其市镇面积为9.57平方公里，2022年1月1日时人口数量为3,737人，在法国城市中排名第3,062位。
奥布雅位于科雷兹省西部，卢瓦尔河畔，是一个区域性的中心集镇，多条公路在此交汇。

## 地名来源
“奥布雅”一名最初于以“Autzac”的形式被记载，该名称来源及含义尚有待考证。

## 历史

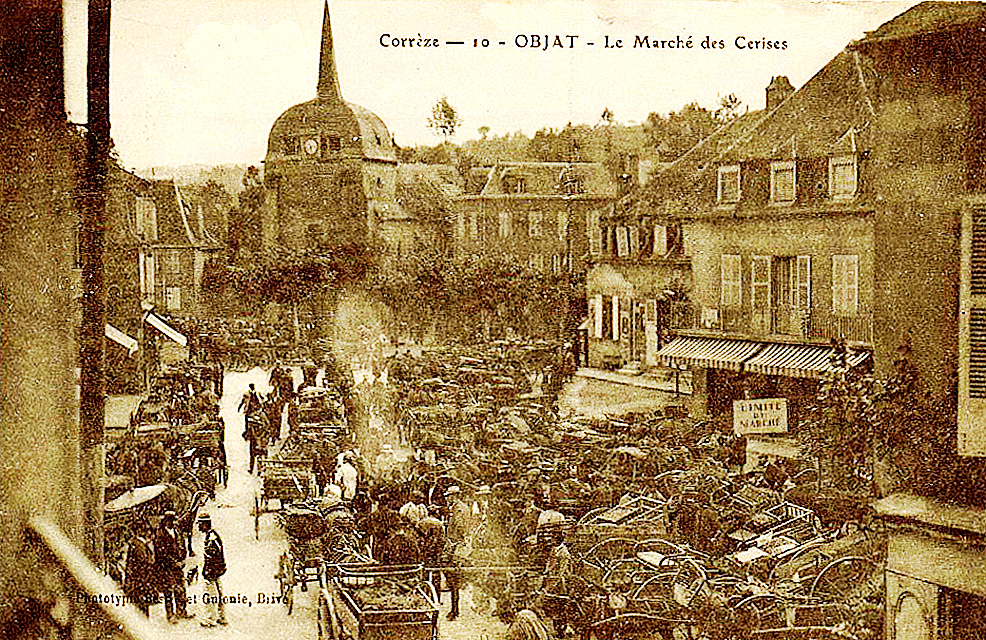
20世纪初的奥布雅集市

奥布雅的早期建城史尚不清楚，中世纪初该地隶属于阿基坦公国，彼时奥布雅为一个普通的农业聚落，其附近有葡萄酒种植园。公元九世纪中期，阿基坦国王丕平二世将奥布雅赠给了利摩日主教，其境内的教堂最初于公元1105年时被提及。中世纪中后期，奥布雅为利夫龙家族（Famille de Livron）的一处领地。15世纪末，博夫尔蒙家族曾短暂继承了奥布雅，后因其无子嗣而被收回。1610年，当地的法师埃拉尔·迪鲁瓦（Hérard Duroy）在奥布雅境内主持修建了圣雅克小教堂（chapelle Saint-Jacques）。18世纪中期，一条连接奥布雅的道路建成，供马车使用。法国大革命后，奥布雅成为科雷兹省的一个市镇。19世纪中后期，途径奥布雅的内克松－布里夫铁路建成运行，当地建成了生活污水处理管网。20世纪后，随着布里夫拉盖亚尔德的城市扩张，奥布雅人口数量有所增加。当地于2014年起成为布里夫拉盖亚尔德城市圈公共社区的一部分。2018年2月，内克松－布里夫铁路奥布雅以北的路段关闭。

## 地理

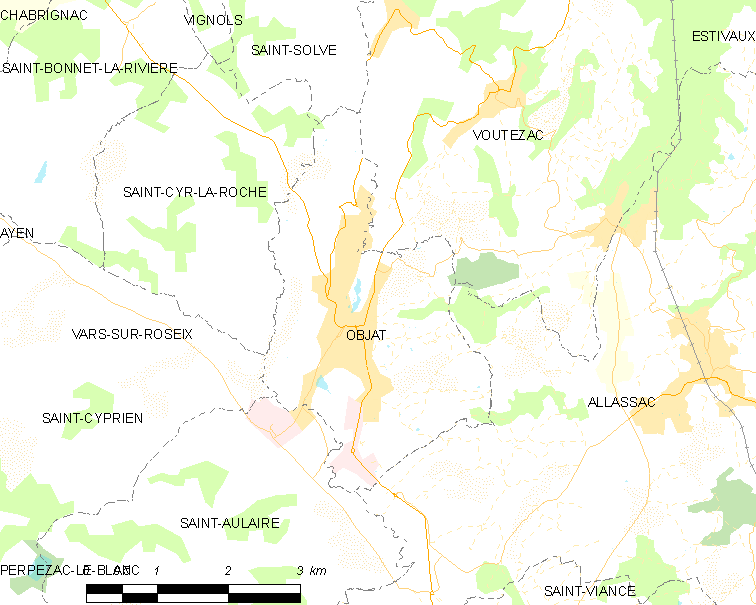
奥布雅市镇范围地图

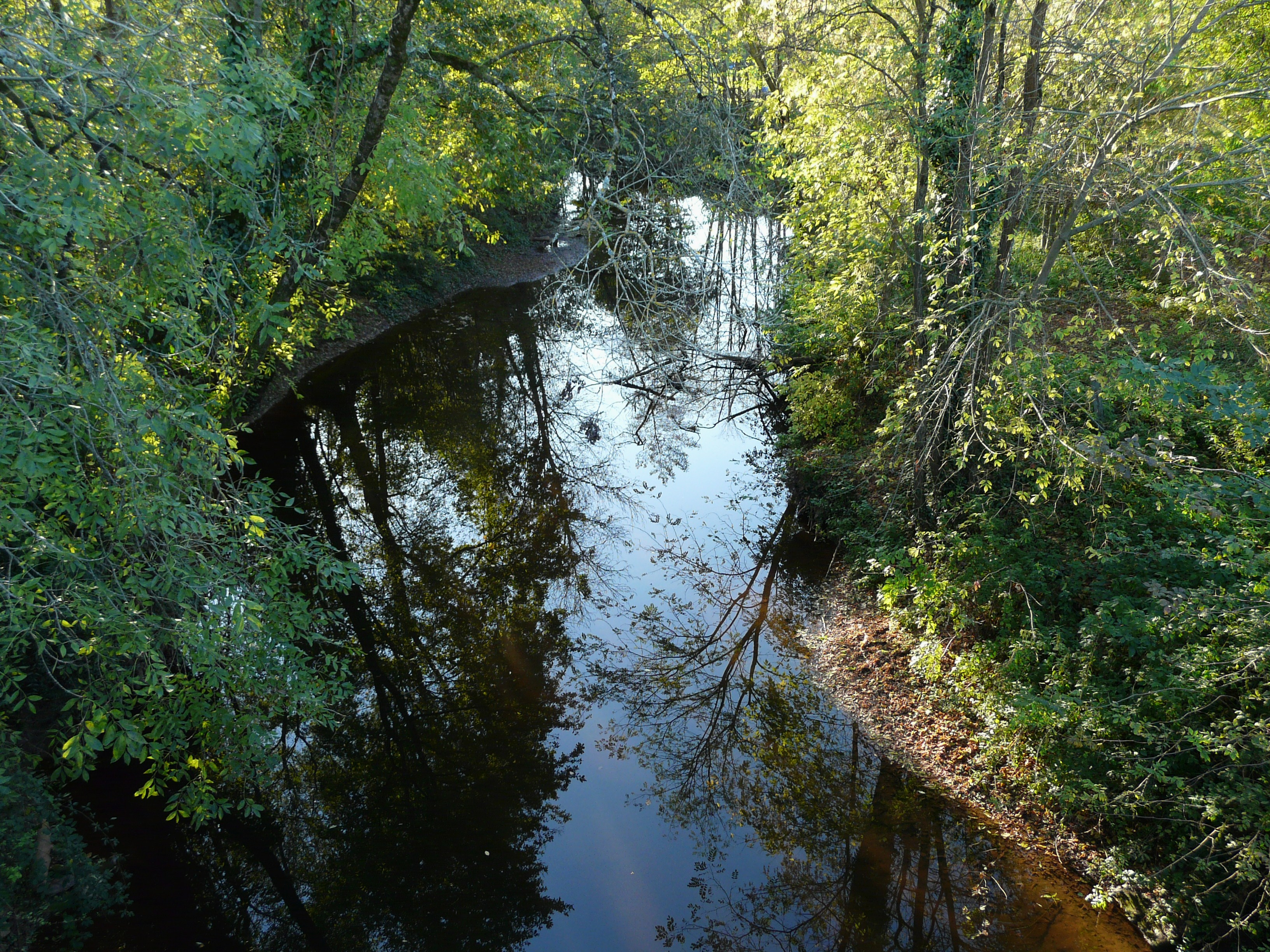
罗塞河

奥布雅位于法国中南部偏西，新阿基坦大区东部和科雷兹省西部，距离省会蒂勒大约42公里。与奥布雅接壤的市镇包括：阿拉萨克、圣奥莱尔、圣西尔拉罗什、圣索尔夫、罗塞河畔瓦尔、武特扎克。

### 地形
奥布雅位于法国中央高原西部边缘地带，布里夫盆地北部，境内以浅丘和丘陵为主，市镇中心地势较为平坦，东西两侧为丘陵，全境海拔在109到244米之间。

### 水文
奥布雅位于加龙河流域，卢瓦尔河自北向南流经境内，其右岸支流罗塞河在此与其交汇。此外市区北部还有一处天然湖泊，经人工改造后成为一处绿地公园。

### 植被
奥布雅属于温带阔叶混交林区，市区内的主要绿地公园包括雅克·拉格拉沃公园（Parc de Jacques Lagrave）、市政公园（Parc Municipal）等，均常年免费向公众开放。
在鲜花城市的评比中，奥布雅被评为2星级鲜花城市。

### 气候
奥布雅在柯本气候分类法中属于温带海洋性气候。
距离奥布雅最近的常年气象站位于布里夫拉盖亚尔德市区，以下为该气象站的数据：
| 布里夫拉盖亚尔德 1981–2010年 | 布里夫拉盖亚尔德 1981–2010年 | 布里夫拉盖亚尔德 1981–2010年 | 布里夫拉盖亚尔德 1981–2010年 | 布里夫拉盖亚尔德 1981–2010年 | 布里夫拉盖亚尔德 1981–2010年 | 布里夫拉盖亚尔德 1981–2010年 | 布里夫拉盖亚尔德 1981–2010年 | 布里夫拉盖亚尔德 1981–2010年 | 布里夫拉盖亚尔德 1981–2010年 | 布里夫拉盖亚尔德 1981–2010年 | 布里夫拉盖亚尔德 1981–2010年 | 布里夫拉盖亚尔德 1981–2010年 | 布里夫拉盖亚尔德 1981–2010年 |
| 月份                         | 1月                          | 2月                          | 3月                          | 4月                          | 5月                          | 6月                          | 7月                          | 8月                          | 9月                          | 10月                         | 11月                         | 12月                         | 全年                         |
| ---------------------------- | ---------------------------- | ---------------------------- | ---------------------------- | ---------------------------- | ---------------------------- | ---------------------------- | ---------------------------- | ---------------------------- | ---------------------------- | ---------------------------- | ---------------------------- | ---------------------------- | ---------------------------- |
| 历史最高温 °C（°F）          | 18.8 (65.8)                  | 25 (77)                      | 26.7 (80.1)                  | 30 (86)                      | 32.9 (91.2)                  | 39.6 (103.3)                 | 42.1 (107.8)                 | 40.7 (105.3)                 | 37 (99)                      | 30.9 (87.6)                  | 25.6 (78.1)                  | 19.3 (66.7)                  | 42.1 (107.8)                 |
| 平均高温 °C（°F）            | 9.7 (49.5)                   | 11.6 (52.9)                  | 15.2 (59.4)                  | 17.4 (63.3)                  | 22.1 (71.8)                  | 25.3 (77.5)                  | 27.4 (81.3)                  | 27.5 (81.5)                  | 23.5 (74.3)                  | 19.1 (66.4)                  | 12.8 (55.0)                  | 9.8 (49.6)                   | 18.5 (65.3)                  |
| 日均气温 °C（°F）            | 5.3 (41.5)                   | 6.2 (43.2)                   | 9.1 (48.4)                   | 11.3 (52.3)                  | 15.6 (60.1)                  | 18.7 (65.7)                  | 20.7 (69.3)                  | 20.7 (69.3)                  | 16.9 (62.4)                  | 13.7 (56.7)                  | 8.3 (46.9)                   | 5.5 (41.9)                   | 12.7 (54.9)                  |
| 平均低温 °C（°F）            | 0.9 (33.6)                   | 0.8 (33.4)                   | 2.9 (37.2)                   | 5.3 (41.5)                   | 9.1 (48.4)                   | 12.1 (53.8)                  | 14 (57)                      | 13.8 (56.8)                  | 10.3 (50.5)                  | 8.2 (46.8)                   | 3.8 (38.8)                   | 1.2 (34.2)                   | 6.9 (44.4)                   |
| 历史最低温 °C（°F）          | −11.8 (10.8)                 | −16.4 (2.5)                  | −12.6 (9.3)                  | −5.4 (22.3)                  | −1.7 (28.9)                  | 2.1 (35.8)                   | 5.2 (41.4)                   | −1.6 (29.1)                  | 0.6 (33.1)                   | −5.6 (21.9)                  | −10.2 (13.6)                 | −13.4 (7.9)                  | −16.4 (2.5)                  |
| 平均降水量 mm（）            | 69.9 (2.75)                  | 61.3 (2.41)                  | 63.3 (2.49)                  | 92.3 (3.63)                  | 86.9 (3.42)                  | 76.6 (3.02)                  | 69 (2.7)                     | 71.1 (2.80)                  | 80.1 (3.15)                  | 86.8 (3.42)                  | 85 (3.3)                     | 72.1 (2.84)                  | 914.4 (36.00)                |
| 月均日照時數                 | 91.1                         | 113.3                        | 169.6                        | 177.5                        | 215.1                        | 241.1                        | 256.3                        | 241.3                        | 200.3                        | 137.4                        | 85.2                         | 79.5                         | 2,007.7                      |
| 来源：infoclimat.fr          |                              |                              |                              |                              |                              |                              |                              |                              |                              |                              |                              |                              |                              |

## 行政区划
奥布雅是法国新阿基坦大区科雷兹省的一个市镇，编号为19153。奥布雅隶属于布里夫拉盖亚尔德区和科雷兹省第二选区，管理伊桑东地区县，同时也是布里夫盆地城市圈公共社区的组成部分。
法国国家统计与经济研究所（简称）在进行数据统计时，将奥布雅及相邻的另外一个市镇设为奥布雅城市核心区，并将包括核心区在内的周边共44个市镇划为布里夫拉盖亚尔德城市区。自2020年起，布里夫拉盖亚尔德城市区被包含80个市镇的布里夫拉盖亚尔德城市辐射区代替。此外，还将奥布雅市镇整体看作一个“块区”（IRIS），以便于统计人口分布情况。

## 交通

### 公路
多条科雷兹省省道在奥布雅境内交汇。新阿基坦大区下属的城际客运提供巴士线路，可圣伊里耶拉佩尔什。
| 48 | 13 |

| 蒂勒 | 45 |

| 布里夫拉盖亚尔德 | 19 |

| 圣伊里耶拉佩尔什 | 41 |

2018年，70.2%的奥布雅家庭拥有至少一辆私人汽车。2018年，奥布雅境内共发生各类交通事故1起，造成1人受伤。

### 铁路

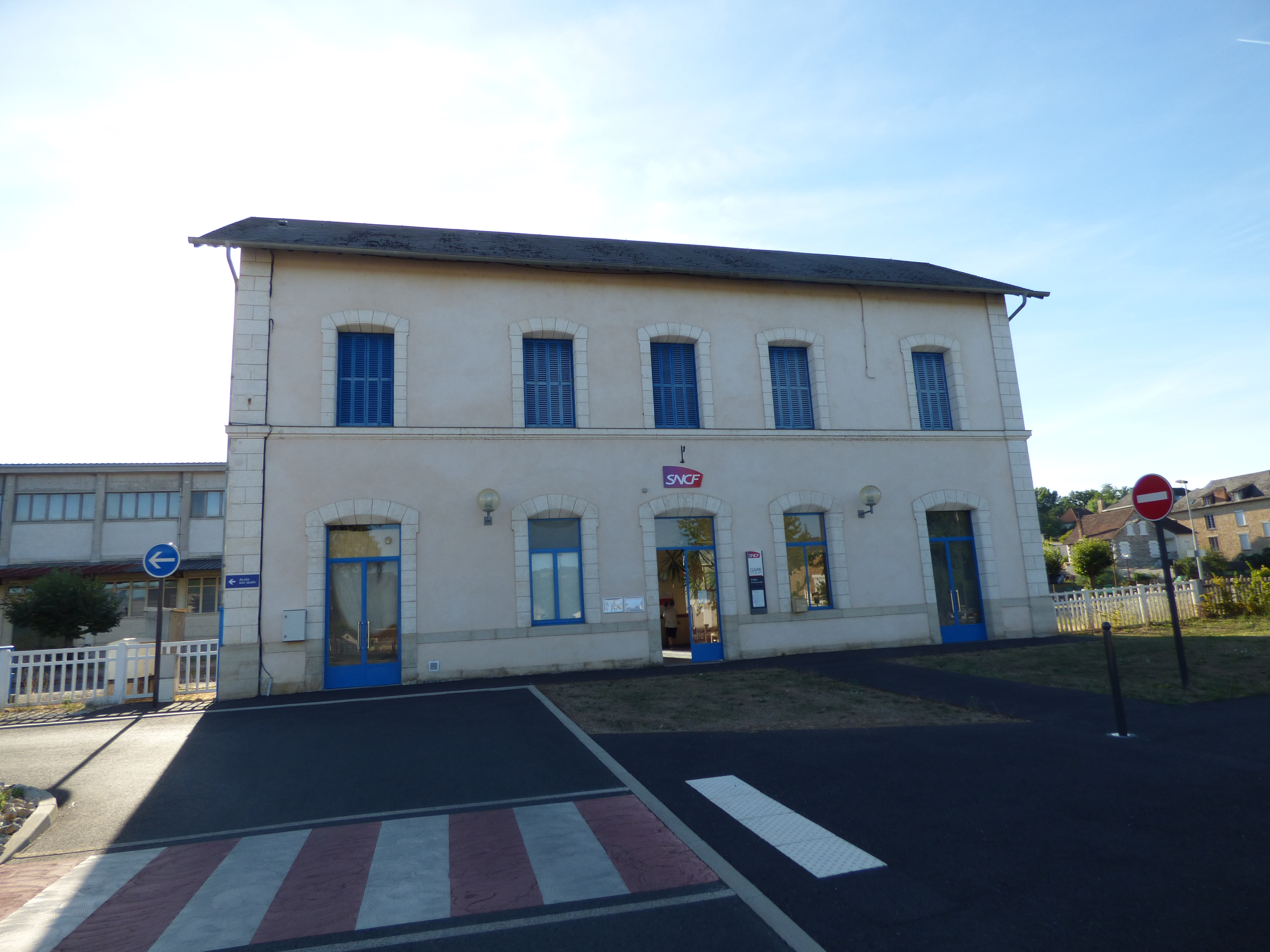
奥布雅火车站

奥布雅位于内克松－布里夫铁路上，该铁路奥布雅以北的路段已关闭。奥布雅站位于市区西部，每天开行数班前往布里夫的区域列车。

### 航空
距离奥布雅最近的民用航空站为布里夫-苏亚克机场，距离奥布雅市中心的公路里程约30公里。

### 城市公共交通
截至2022年2月，奥布雅暂无城市公共交通系统。

## 政治

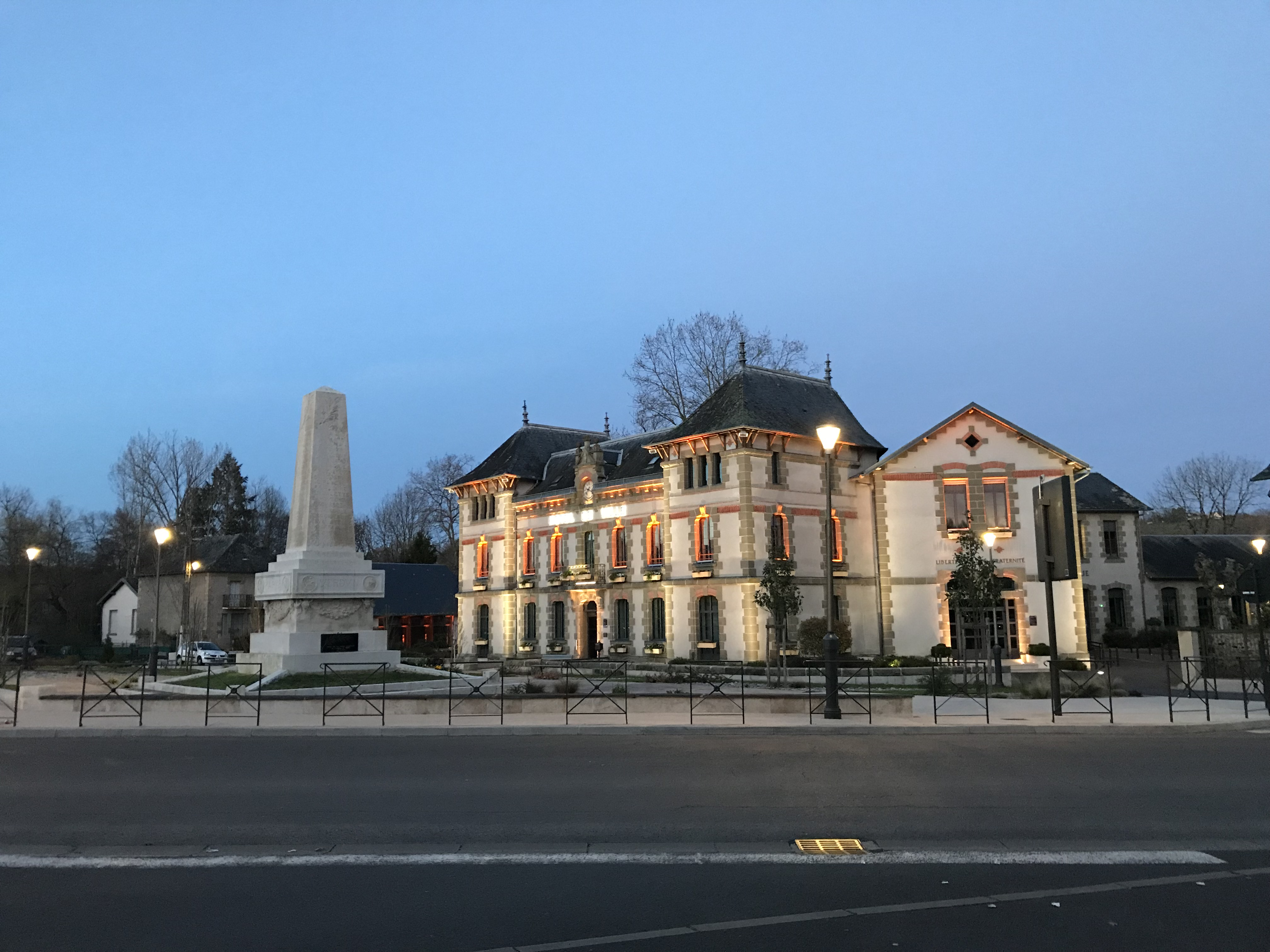
奥布雅市政厅

### 市政内阁
奥布雅的现任市长为菲利普·维多先生（Philippe Vidau），他是共和党的一名成员，在2020年的市政选举中获得了69.89%的支持率。
| 奥布雅历届市长         | 奥布雅历届市长                    | 奥布雅历届市长            |
| 任期                   | 市长                              | 党派                      |
| ---------------------- | --------------------------------- | ------------------------- |
| （1967年以前资料暂缺） |                                   |                           |
| 1967年－1971年         | Clément Chevalier 克莱芒·舍瓦利耶 | 不详                      |
| 1971年－1983年         | Roger Chassaing 罗歇·沙桑         | 不详                      |
| 1983年－2007年         | Jacques Lagrave 雅克·拉格拉沃     | UMP人民运动联盟           |
| 2007年－               | Philippe Vidau 菲利普·维多        | UMP人民运动联盟 →LR共和黨 |

### 各级选举
| 奥布雅历届投票选举结果 | 奥布雅历届投票选举结果 | 奥布雅历届投票选举结果 | 奥布雅历届投票选举结果 | 奥布雅历届投票选举结果      | 奥布雅历届投票选举结果 | 奥布雅历届投票选举结果 | 奥布雅历届投票选举结果            | 奥布雅历届投票选举结果 | 奥布雅历届投票选举结果 |
| 选举项目               | 选举范围               | 选区单位               | 选举结果               | 选举结果                    | 选举结果               | 选举结果               | 选举结果                          | 选举结果               | 参考资料               |
| 选举项目               | 选举范围               | 选区单位               | 第一轮胜出者           | 第一轮胜出者                | 支持率                 | 第二轮胜出者           | 第二轮胜出者                      | 支持率                 | 参考资料               |
| ---------------------- | ---------------------- | ---------------------- | ---------------------- | --------------------------- | ---------------------- | ---------------------- | --------------------------------- | ---------------------- | ---------------------- |
| 2017年法國總統選舉     | 法國                   | 市镇                   |                        | 埃马纽埃尔·马克龙           | 28.58%                 |                        | 埃马纽埃尔·马克龙                 | 70.73%                 | [ 19 ]                 |
| 2017年法国立法选举     | 科雷兹省第二选区       | 市镇                   |                        | 帕特里西娅·博尔达           | 33.27%                 |                        | 帕特里西娅·博尔达                 | 52.4%                  | [ 19 ]                 |
| 2019年欧洲议会选举     | 法國                   | 市镇                   |                        | Prenez le Pouvoir           | 23.81%                 | （不适用）             | （不适用）                        | （不适用）             | [ 19 ]                 |
| 2021年法国省级选举     | 科雷兹省               | 县                     |                        | 若塞特·法尔热塔 菲利普·维多 | 42.1%                  |                        | 帕斯卡勒·布瓦谢拉 克里斯蒂安·布宗 | 50.19%                 | [ 20 ]                 |
| 2021年法国省级选举     | 科雷兹省               | 市镇                   |                        | 若塞特·法尔热塔 菲利普·维多 | 54.88%                 |                        | 若塞特·法尔热塔 菲利普·维多       | 63.4%                  | [ 20 ]                 |
| 2021年法国大区选举     |                        | 市镇                   |                        | 尼古拉·弗洛里安             | 30.51%                 |                        | 尼古拉·弗洛里安                   | 36.1%                  | [ 21 ]                 |

## 人口
2018年，奥布雅市镇人口数量为3,624，在法国排名第3,062位。其中男性1,632人，女性1,992人，75岁及以上人口占14.6%，外籍人口数量为634人，人口密度为379人/平方公里，当地居民被称为（男性）或（女性）。2019年，奥布雅境内出生25人，死亡人口60人。
| 奥布雅1901年－2019年人口变化情况 |
|                                  |
| 数据来源：Cassini、INSEE         |

## 经济
奥布雅是一个区域性的中心城市。截止2022年1月，奥布雅市镇范围内共有各类用人单位（包含自雇）655家，平均历史为17年，其中96.92%为中小型企业（PME）。（生物科技）、（城际物流）及（汽车配件销售）是当地2020年营业额最高的三个企业，分别为48,122,532欧元、16,265,152欧元和7,892,612欧元。

## 财政与居民收入
2020年，奥布雅的财政收入总额为4,689,420欧元，财政支出总额为3,711,800欧元，当年的债务总额为4,354,290欧元。2021年，奥布雅共获得167,176欧元的国家财政补助，比上一年减少了7.52%。
2019年，奥布雅的人均月收入总额为2,033欧元，其中高级职员为3,767欧元，低于法国平均水平（4,230欧元）；中级职员为2,283欧元，低于法国平均水平（2,411欧元）；普通职员为1,660欧元，亦低于法国平均水平（1,740欧元）。
2018年，奥布雅境内的青壮年（15至64岁）失业率为13.7%，当地48.0%的家庭拥有纳税资格，平均纳税2,267欧元，低于法国平均水平（3,910欧元）。

## 社会事务

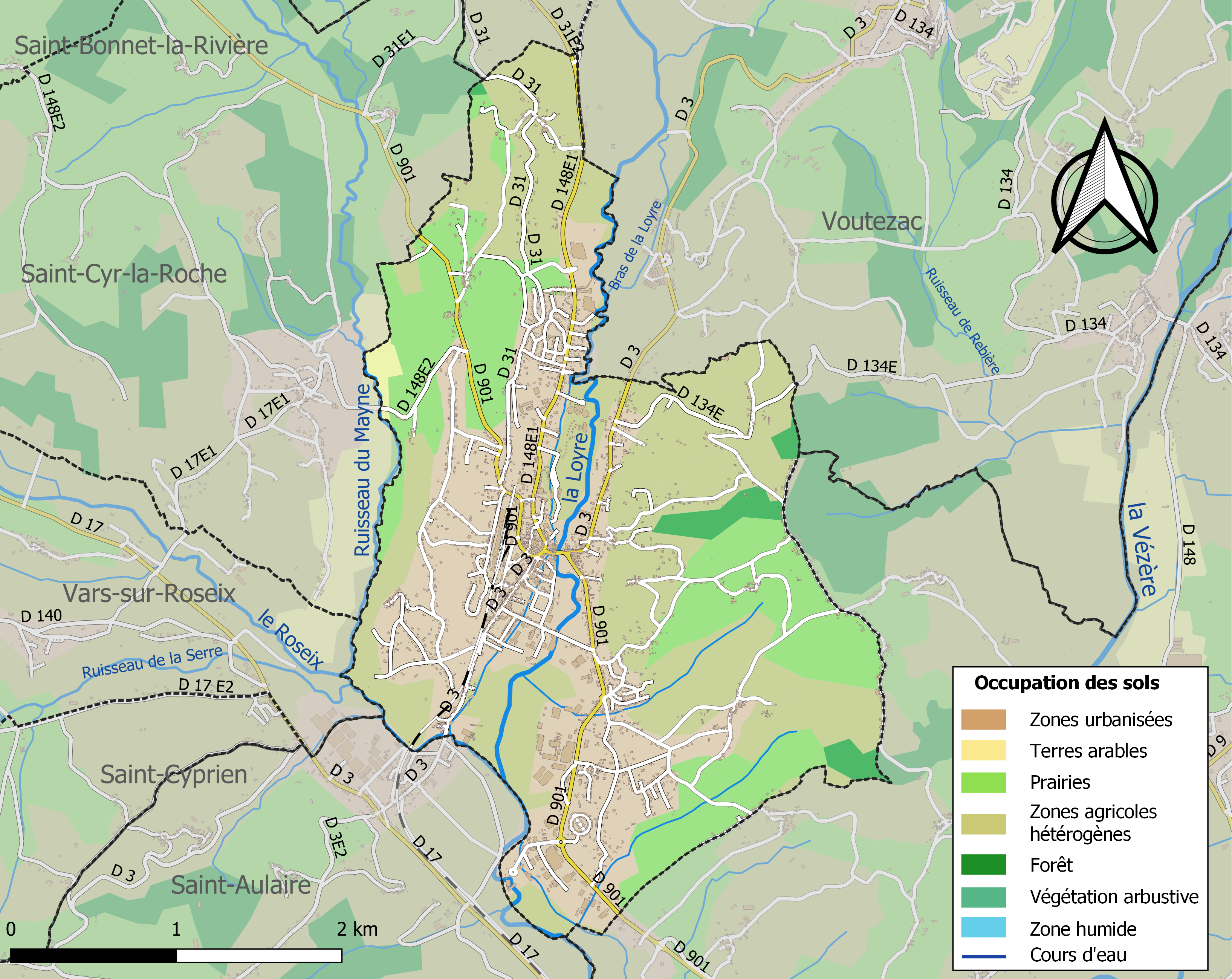
奥布雅土地利用情况地图

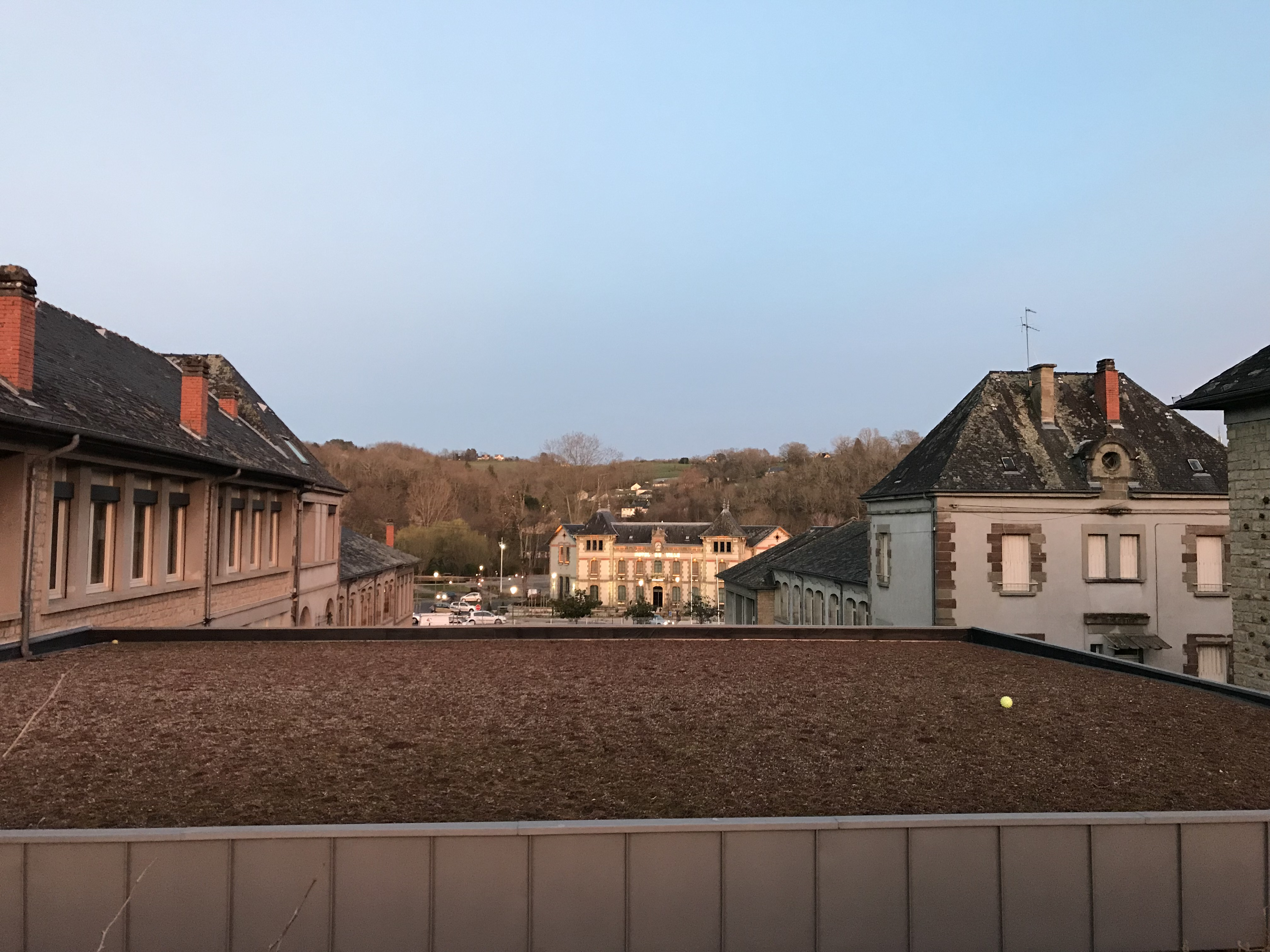
奥布雅的一所学校

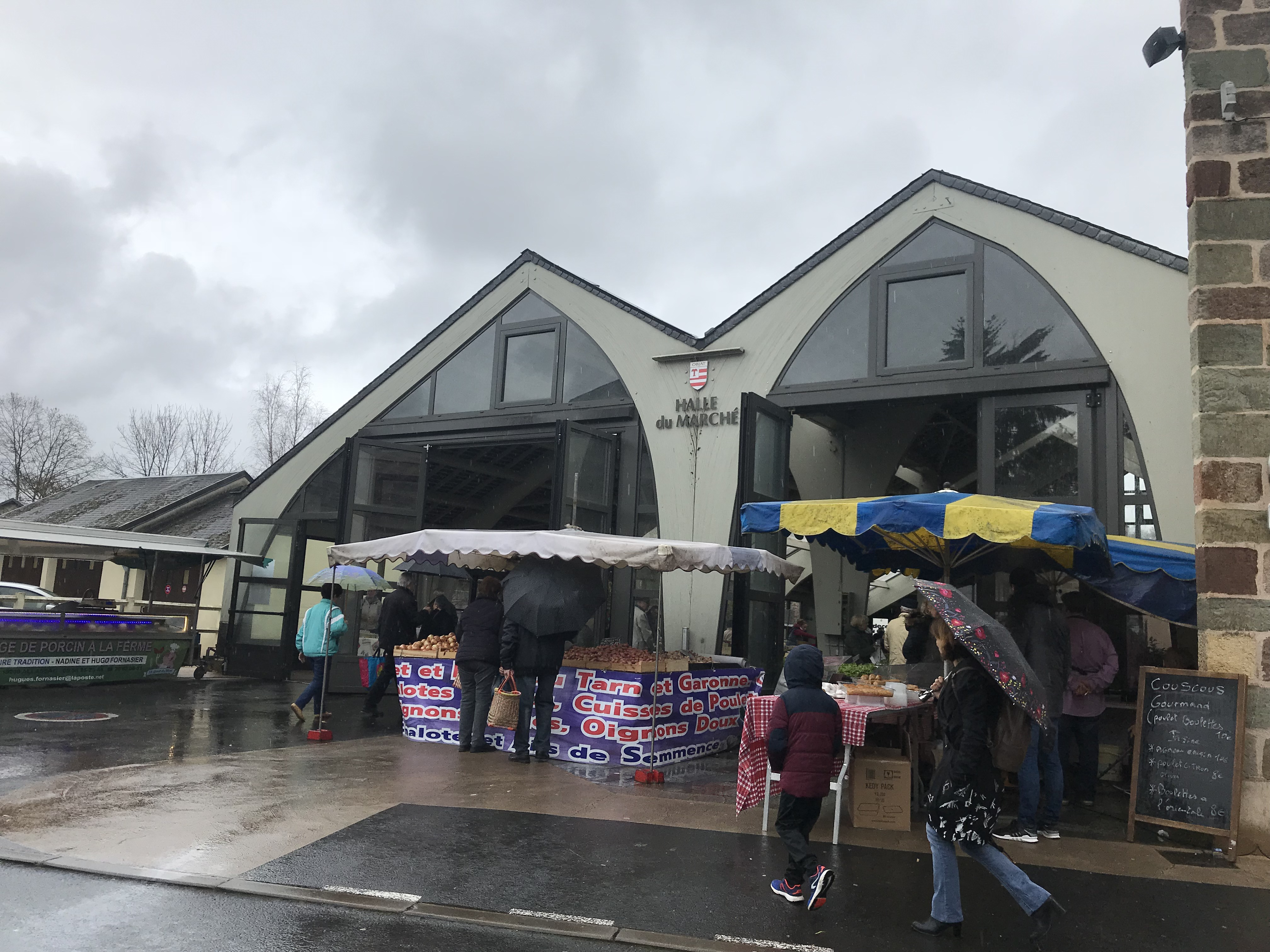
奥布雅集市大堂

### 教育
奥布雅属于利摩日学区。截止2020年1月1日，奥布雅境内共有1所幼儿园、1所小学和1所初级中学。2018至2019学年度，奥布雅境内共有在校中等教育阶段学生614名。

### 医疗
截止2020年1月1日，奥布雅境内共有全科医生4名、保健师11名、牙医4名、护士17名和助产士1名。境内共有药房1家、养老院2家。
距离奥布雅最近的区域性医疗机构为布里夫中心医院，其主病区位于布里夫拉盖亚尔德市区北部，距离奥布雅市区的正常车程约25分钟，该院设有床位543个，是当地规模最大的公立综合性医院。

### 住房
2018年，奥布雅境内共有各类住房2,151套，其中75.1%为独立式居民区，24.7%为集中式居民区。常住房屋占奥布雅市镇范围内居民建筑总量的84%。
在住房保障政策方面，2020年，奥布雅境内共有344户家庭获得了住房经济补助，受益人数占总人口数量的9.5%，其中329份为房租补助。

### 商业
2019年，奥布雅境内共有各类实体商铺140家，其中餐厅17家、大型超市3家、杂货店2家、面包房6家、肉铺3家、书店2家、装饰品店0家、银行门店7家、美容美发店9家、汽车维修店9家。市区南部建有Intermarché大型购物商场。

### 体育
2020年，奥布雅境内共有2家游泳池、1间体育馆、4处网球场以及2处足球或橄榄球场。
截至2022年2月，奥布雅境内共有两家注册足球俱乐部。奥布雅足球俱乐部（FC Objatois，编号530882）是当地的代表性足球队，其主队2021至2022赛季参加科雷兹省足球联赛甲组（法国第九级别）。
瑞亚克-奥布雅体育联盟（Union Sportive Juillac Objat）是当地的一支橄榄球俱乐部。

### 环境
奥布雅的环境事务由其所属的布里夫盆地城市圈公共社区负责。2019年，奥布雅境内暂无污染企业。

### 治安
2019年，奥布雅市镇范围内有1处宪兵队。
奥布雅所在地是布里夫拉盖亚尔德国家宪兵队的管辖范围。2020年，该宪兵队辖区内共156个市镇累计发生各类案件2,463起，其中盗窃类案件1,013起，经济类案件521起，毒品交易类案件154起。

## 文化

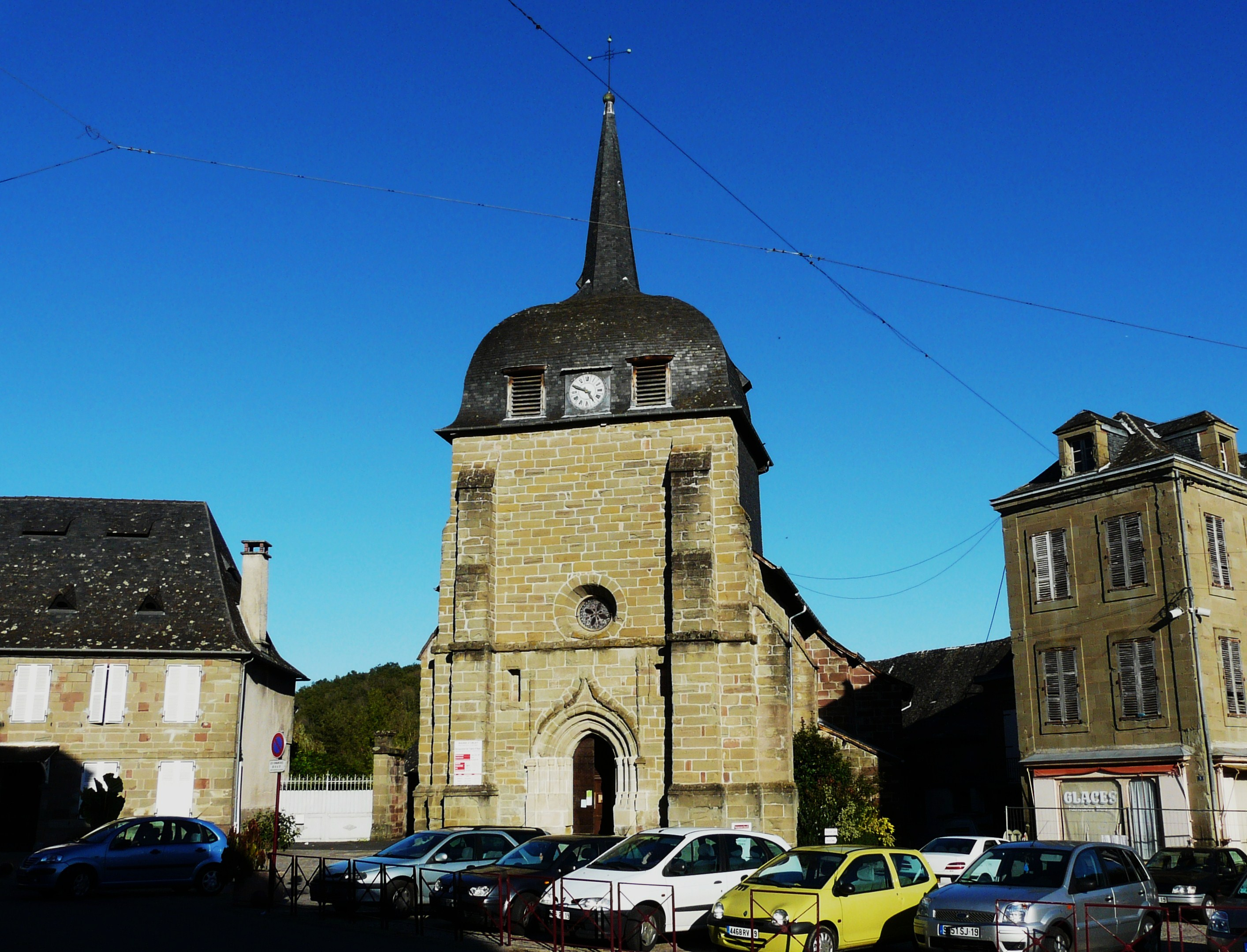
奥布雅教堂

2020年，奥布雅境内暂无任何文化设施。奥布雅市政府提供多媒体中心，每周一至六向公众开放。

### 建筑
奥布雅境内有多处历史建筑，镇中心的奥布雅教堂（Église d'Objat）是当地的地标性建筑物。

### 旅游
奥布雅的旅游事务由其所属的布里夫盆地城市圈公共社区负责。2021年，奥布雅境内共有1家酒店共计12间房间。

### 媒体
法国主要的媒体均可在奥布雅接收，法国电视三台下属的新阿基坦大区频道在部分时段播出奥布雅所属区域的地方新闻。《山地报》、蓝色法兰西利穆赞广播等是当地主要的地方性媒体。

## 友好城市
截至2022年1月，奥布雅共与一座城市互为友好城市关系：
- 德国 海尔斯布龙